# Blackwood’s Magazine
«Блэквуд» (англ. «Blackwood's Edinburgh Magazine») — английский ежемесячный журнал, основанный Уильямом Блэквудом и издававшийся с 1817 по 1980 год.

## История журнала
Первоначальное название журнала звучало как «Ежемесячный журнал Эдинбург» («Edinburgh Monthly Magazine»). Первый номер вышел в свет в апреле 1817 года под редакцией Томаса Прингла и Джеймса Клегхорна (James Cleghorn). Журнал не имел успеха после первых выпусков, и поэтому Блэквуд уволил главных редакторов, повторно запустив журнал под собственной редактурой. В конечном счёте «Блэквуд» обрёл своё более короткое и удобное название. На титульных листах журнала всегда изображался портрет Джорджа Бьюкенена, шотландского историка XVI века.
Основателем журнала являлся шотландец Уильям Блэквуд, но в процессе издания к нему присоединился его младший брат, книготорговец Джон Блэквуд (1818—1879), который получил образование в университете своего родного города Эдинбурга и долго путешествовал по европейскому континенту. В 1840 году открыл в Лондоне отделение книжной торговли своего отца, а 1846 году стал руководить журналом «Блэквуд».
После смерти Уильяма Блэквуда это издание продолжили его сыновья — Александр и Роберт.

## Критическая деятельность
Журнал вместе с некоторыми другими критическими изданиями нападал на дебютировавшего английского поэта Джона Китса, обвиняя его в бездарности, аффектации и отсылая его в «аптекарскую лавочку готовить пластыри». Консервативные журналы «Quarterly Review» и «Блэквуд» отличились особенной свирепостью в этой кампании против Китса.
Журнал раскритиковал английского поэта Альфреда Теннисона после выхода его второго сборника стихотворений «Poems, Chiefly Lyrical».

Не обошла журнальная критика стороной и активность английского журналиста, эссеиста и теоретика романтизма Уильяма Хэзлитта, разразившись грубыми личными нападками в его адрес.

## Издаваемые писатели
Наиболее известными личностями, которые печатались в журнале, были: Джордж Элиот, Джозеф Конрад, Джон Твидсмур, Джеймс Хогг, Томас де Квинси, Эдгар По, Сэмюэл Фергюсон, сёстры Бронте и другие. Однако многие писатели выступали в журнале под разными псевдонимами. Среди сотрудников периодического издания также значится Джон Стюарт Блэки, английский филолог, поэт и политический писатель.
Оскар Уайльд издал в журнале свою оригинальную теорию шекспировских сонетов.
Эдгар По написал рассказ «Без дыхания» в качестве сатирической пародии на рассказы, печатавшиеся в журнале Блэквуда. Об этом он говорит в своём письме к Джону Кеннеди 11 февраля 1836 года. Его юмористический рассказ «Трагическое положение. Коса времени» также является пародией и сопровождается новеллой «Как писать рассказ для „Блэквуда“».

## Значение
Считается, что журнал Блэквуда, наряду с журналом «Edinburgh Review» сыграл значительную роль в развитии литературы Великобритании в эпоху романтизма. «Блэквуд» сохранил своё выдающееся положение и принадлежит в настоящее время к авторитетным органам английской периодической печати по вопросам философии, политики и литературы.
Журнал «Блэквуд» упоминается в одной из книг Джеймса Хэрриота, «О всех созданиях — больших и малых»:
«Когда дверь за Харолдом закрылась, я лениво оглядел охотничью. Она была немногим больше чулана и вопреки названию в ней никакого охотничьего снаряжения и оружия не хранилось, так как Харолд принципиально не признавал охоты. В стеклянных шкафах покоились только старые переплетенные комплекты журналов „Блэквудс мэгэзин“ и „Кантри лайф“. Я простоял так минут десять, недоумевая, куда пропал Харолд, а потом повернулся и начал рассматривать старинную гравюру на стене».